# ميشيل كيلو
ميشيل كيلو (1940 - 19 أبريل 2021) كاتب وصحافي وسياسي سوري.

## حياته
ولد في مدينة اللاذقية عام 1940 في أسرة مسيحية لأب شرطي وربة منزل، وعاش طفولته في أسرته وبرعاية من والده الذي كان واسع الثقافة. تلقى كيلو تعليمه في اللاذقية وعمل في وزارة الثقافة والإرشاد القومي. ينقل ميشيل كيلو عن والده أنه كان يقول: كيف تستطيع أن تكون مجرد مسيحياً فحسب في بيئة تاريخية أعطتك ثقافتك ولغتك وحضارتك وجزءً مهما من هويتك.

## نشاطه
شغل ميشيل كيلو منصب رئيس مركز حريات للدفاع عن حرية الرأي والتعبير في سورية، وكان ناشط في لجان إحياء المجتمع المدني وأحد المشاركين في صياغة إعلان دمشق، وعضو سابق في الحزب الشيوعي السوري، ومحلل سياسي وكاتب ومترجم ورئيس اتحاد الديمقراطيين السوريين.
ترجم كيلو بعضاً من كتب الفكر السياسي إلى العربية منها كتاب «الإمبريالية وإعادة الإنتاج» و«كتاب الدار الكبيرة»، و«لغة السياسة» و«كذلك الوعي الاجتماعي».

## اعتقاله
تعرض كيلو لتجربة الاعتقال في السبعينيات دامت عدة أشهر، سافر بعدها إلى فرنسا حتى نهاية الثمانينات، نشر بعض الترجمات والمقالات، ولم يستأنف نشاطه بوضوح حتى حلول ربيع دمشق.
اعتقل ثانية بتاريخ 14 أيار 2006 بتهمة إضعاف الشعور القومي والنيل من هيبة الدولة وإثارة النعرات المذهبية. يشير بعض المراقبين إلى أن اعتقاله جاء على خلفية توقيعه (مع مجموعة من النشطاء والمثقفين) على إعلان بيروت – دمشق في أيار 2006.
لكن كيلو نفسه وفي مقالة له بعنوان «قصة اعتقالي واتهامي» كتبها وهو في السجن يقول: «واليوم، وبعد سبعة أشهر على وجودي في السجن، أراني أتساءل: هل صحيح أنه تم توقيفي بسبب إعلان دمشق بيروت، لا، ليس إعلان بيروت/ دمشق سبب اعتقالي. هذه قناعتي... وإذا كان هناك من يريد الانتقام مني...؛ فإنني أتفهم موقفه وإن لم أقبله، مع رجاء أوجهه إليه هو أن يمتنع عن وضعه تحت حيثية القانون والقضاء، كي لا يقوض القليل الذي بقي لهما من مكانة ودور».
أحيل كيلو ليحاكم أمام القضاء العادي، ثم جرى تحويله ليحاكم أمام المحكمة العسكرية. وفي مايو/أيار 2007 أصدرت المحكمة حكماً عليه بالسجن لمدة ثلاثة أعوام بعد إدانته بنشر أخبار كاذبة وإضعاف الشعور القومي والتحريض على التفرقة الطائفية.
أُفرج عن ميشيل كيلو قبيل منتصف ليلة الثلاثاء 19 مايو 2009، بعد خمسة أيام على انتهاء حكمه بالسجن ثلاث سنوات.

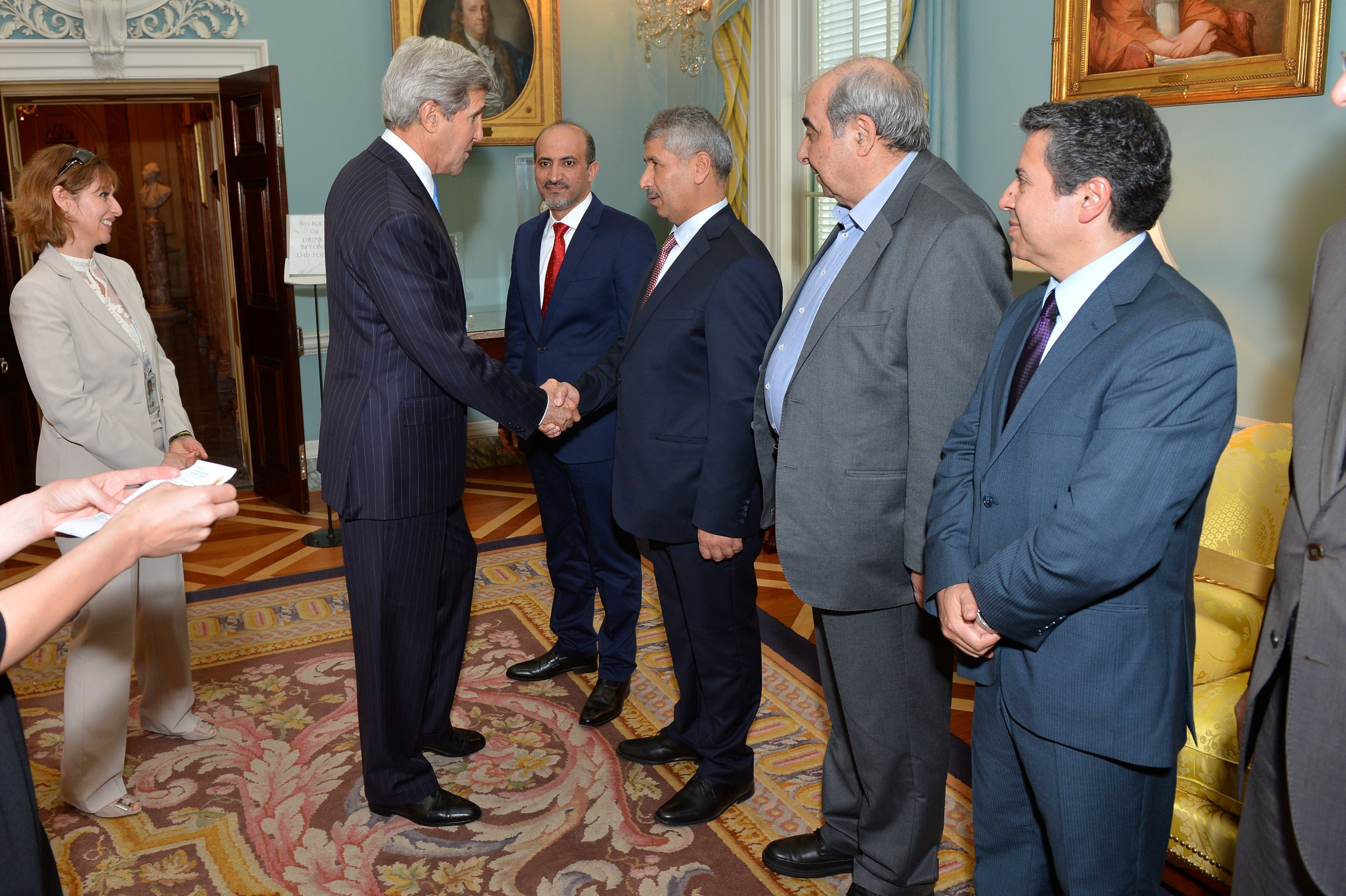
ميشيل كيلو (الثاني من اليمين) في لقاء مع جون كيري

## اللجنة الدولية لمساندة ميشيل كيلو
قامت مجموعة من النشطاء والمحامين والإعلاميين والمفكرين بتأسيس
اللجنة الدولية لمساندة ميشيل كيلو قبل أن يتم الإفراج عنه، منهم ناصر الغزالي رئيس مركز دمشق للدراسات النظرية والحقوق المدنية وفيوليت داغر رئيسة اللجنة العربية لحقوق الإنسان ونادر فرجاني المحرر الأساسي لتقارير التنمية العربية ومحمد السيد سعيد، نائب مدير مركز الدراسات السياسية والإستراتيجية الأهرام وهيثم مناع مفكر ومناضل حقوقي ومنصف المرزوقي مفكر ومناضل حقوقي وبرهان غليون مفكر وأستاذ في جامعة السوربون والدكتورة سيلفي دوبلوس أستاذة في كلية الطب وجان كلود بونسان ناشط في العمل الإنساني، وآخرون كثر. وقد انبثقت عن هذه اللجنة هيئة للدفاع عن مشيل كيلو ضد التهم الموجهة إليه.

## مؤلفاته
من مؤلفاته:
- نظرية الدولة
- الاستخبارات في الحرب العالمية الثانية
- الديمقراطية الاشتراكية
- برلين-كابول موسكو
- من هيجل إلى نيتشه - التفجر الثوري في فكر القرن التاسع عشر: ماركس وكيركجارد. الجزء الأول وزارة الثقافة السورية - دمشق. سلسلة دراسات فكرية، وهي ترجمة عن الطبعة الألمانية الخامسة الصادرة عام 1964 عن دار نشر (Kohlhammer Verlag. Stuttgart)[11]
- من الأمة إلى الطائفة

## وفاته
توفي يوم الاثنين 19 أبريل/ نيسان 2021 في أحد مستشفيات العاصمة الفرنسية باريس متأثراً بإصابته بفيروس كورونا.